# Islam Nasser
Islam Nasser, né le 4 décembre 1994 et mort le 20 mars 2017 à Durban (Afrique du Sud), est un coureur cycliste égyptien.

## Biographie

### Mort
En 2017, Islam Nasser intègre la nouvelle équipe continentale bahreïnienne VIB Bikes. Sous ses nouvelles couleurs, il est sacré double champion d'Égypte, en ligne et du contre-la-montre. Le 20 mars, alors qu'il participe avec la sélection nationale aux championnats d'Afrique sur piste, il est victime durant l'épreuve de l'omnium d'un infarctus. Malgré le secours immédiat des médecins présents sur les lieux, il meurt sur place à 22 ans,.

## Palmarès sur route

### Par années
- 2016
  - 4e étape du Tour d'Égypte (contre-la-montre par équipes)
  - 2e du championnat d'Égypte sur route espoirs
- 2017
  -  Champion d'Égypte sur route
  -  Champion d'Égypte du contre-la-montre

### Classements mondiaux
| Année           | 2014 | 2015 | 2016 |
| --------------- | ---- | ---- | ---- |
| UCI Africa Tour | 231e | 219e | 200e |

## Palmarès sur piste

### Championnats d'Afrique
- Casablanca 2016
  -  Médaillé de bronze de la poursuite par équipes